# Tránh thai
Tránh thai hay ngừa thai là phương pháp dùng hành động, dụng cụ hoặc thuốc men nhằm ngăn chặn việc mang thai. Có nhiều cách để ngừa thai, tuy nhiên có thể phân thành hai loại lớn: một là ngăn chặn việc tinh trùng kết hợp với trứng dẫn đến thụ tinh (contraception), hai là ngăn chặn hình thành những tế bào đầu tiên sau khi thụ tinh (contragestion). Ngừa thai là một phương pháp dùng trong kế hoạch hóa gia đình.
Lịch sử của việc ngừa thai bắt đầu khi người ta phát hiện ra sự liên quan giữa việc giao cấu và việc mang thai. Những phương pháp lâu đời nhất là xuất tinh ngoài âm đạo, chặn âm đạo và uống thảo dược.
Các phương pháp ngừa thai khác nhau có những đặc điểm khác nhau trong đó dùng bao cao su là phương pháp duy nhất tránh các bệnh lây truyền đường tình dục. Các quan điểm về phương diện văn hóa hoặc tôn giáo về ngừa thai rất khác nhau.

## Phương pháp

### Phương pháp vật lý
Có nhiều phương pháp vật lý, trong số đó có: chặn tinh trùng xâm nhập vào cơ quan sinh sản nữ, dùng hoocmon ngặn chặn rụng trứng, diệt tinh trùng trong âm đạo, phẫu thuật thắt ống dẫn tinh hoặc ống dẫn trứng. Độ đơn giản, tiện lợi và hiệu quả tùy thuộc từng phương pháp.

#### Phương pháp chặn

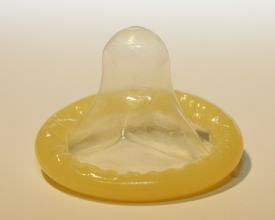
Bao cao su.

Dùng một dụng cụ để chặn không cho tinh trùng đi vào bên trong cơ quan sinh sản nữ.
- Phương pháp phổ biến nhất là dùng bao cao su. Có 2 loại bao cao su: bao cao su cho nữ và bao cao su cho nam.
- Miếng xốp ngừa thai (contraceptive sponge) được đặt vào cổ tử cung.
- Chất diệt tinh trùng được đặt vào âm đạo trước khi giao hợp. Có thể kết hợp với một phương pháp vật lý khác.
- Màng ngăn âm đạo: Màng ngăn âm đạo là một dụng cụ tránh thai được đặt trong âm đạo. Thông thường, trước khi đặt màng ngăn, bác sĩ sẽ tiến hành đo âm đạo của người phụ nữ để chọn ra kích cỡ phù hợp nhất vì màng ngăn chỉ phát huy hiệu quả ngừa thai khi được đặt vùa khít với cổ tử cung.
- Đặt vòng tránh thai: Với biện pháp này, bác sĩ sẽ đặt vòng vào bên trong tử cung của người phụ nữ. Như vậy, trứng sẽ không thể làm tổ ở niêm mạc tử cung, cản trở quá trình thụ tinh.

#### Phương pháp tránh thai tự nhiên
- Lịch theo dõi thời kì rụng trứng.
- Kiểm soát sự xuất tinh.
- Dụng cụ kiểm tra khả năng thụ thai.
- Khi cho con bú và mất kinh.
- Theo dõi biểu đồ nhiệt độ.
- Theo dõi nhiệt độ cơ thể.
- Theo dõi nước nhầy ở cổ tử cung.

### Phương pháp sử dụng thuốc - nội tiết tố.

#### Thuốc tránh thai Estro-progestogen tổng hợp, hay còn gọi là COCs (Combined Oral Contraceptive)
- Được trình bày dưới dạng thuốc viên 21 ngày hoặc 28 ngày (7 ngày giả dược)
- Cơ chế tránh thai được phối hợp bởi khả năng ức chế phát triển nang của Estrogen, khả năng ức chế rụng trứng và làm tổ của Progesterone nên phương pháp này hiệu quả rất cao.

#### Thuốc tránh thai chứa Progestogen đơn thuần (POPs)
- Khả năng tránh thai nhờ tác dụng làm đặc chất nhầy cổ tử cung và ức chế rụng trứng của Progesterone. Được trình bày dưới dạng thuốc viên 28 ngày, yêu cầu thời gian sử dụng có nghiêm ngặt hơn COCs.

#### Thuốc tránh thai khẩn cấp (ECP).
- Có nhiều loại, có thể đơn thuần Progesterone, Phối hợp với Estrogen hay là chất tác động lên thụ thể Progesterone (SPRM), cơ chế nhờ vào nồng độ nội tiết tố rất cao để ngăn chặn khả năng thụ tinh cũng như làm tổ của hợp tử, hiệu quả phụ thuộc vào thời gian sử dụng sau giao hợp và không được muộn hơn 72 giờ.

#### Các sản phẩm phóng thích steroid kéo dài (LASDS)
- Hai sản phẩm nổi trội là que cấy và dụng cụ tử cung phóng thích progesterone, hiệu quả của phương pháp này được đánh giá là cao nhất.

### Dụng cụ tử cung
Phương pháp được sử dụng nhiều nhất tại Việt Nam do dung hòa giữa tính hiệu quả, kinh tế và tiện lợi của nó, có hai loại dụng cụ nổi bật hiện tại là dụng cụ tử cung chứa đồng (Cu-IUD), hiệu quả kéo dài khoảng 11 năm và dụng cụ phóng thích Progesterone (LNG-IUD), có hiệu quả rất cao trong 5 năm.

### Thắt ống dẫn tinh ở Nam giới
Theo Bộ Y tế Việt Nam, thắt ống dẫn tinh là một phương pháp tiểu phẫu đơn giản. Khi thực hiện thắt ống dẫn tinh, các bác sĩ sẽ cắt bỏ một phần ống dẫn tinh, sau đó dùng phương pháp laser hoặc đốt điện để bít 2 đầu ống dẫn lại. Như vậy, khi quan hệ, tinh trùng sẽ không thể đi ra ngoài và ngăn chặn tình trạng có thai ngoài ý muốn.

## Việt Nam
Theo Ông Nguyễn Doãn Tú, Tổng cục trưởng Tổng cục Dân số - Kế hoạch hóa gia đình - Bộ Y tế, trong số các biện pháp tránh thai, đặt vòng phổ biến nhất (45,5%), tiếp đến là uống thuốc tránh thai (20,1%), bao cao su (15,6%), cấy/dán/tiêm (6%).....